# Cicareuh
Cicareuh is een bestuurslaag in het regentschap Sukabumi van de provincie West-Java, Indonesië. Cicareuh telt 5026 inwoners (volkstelling 2010).